# Вунерф

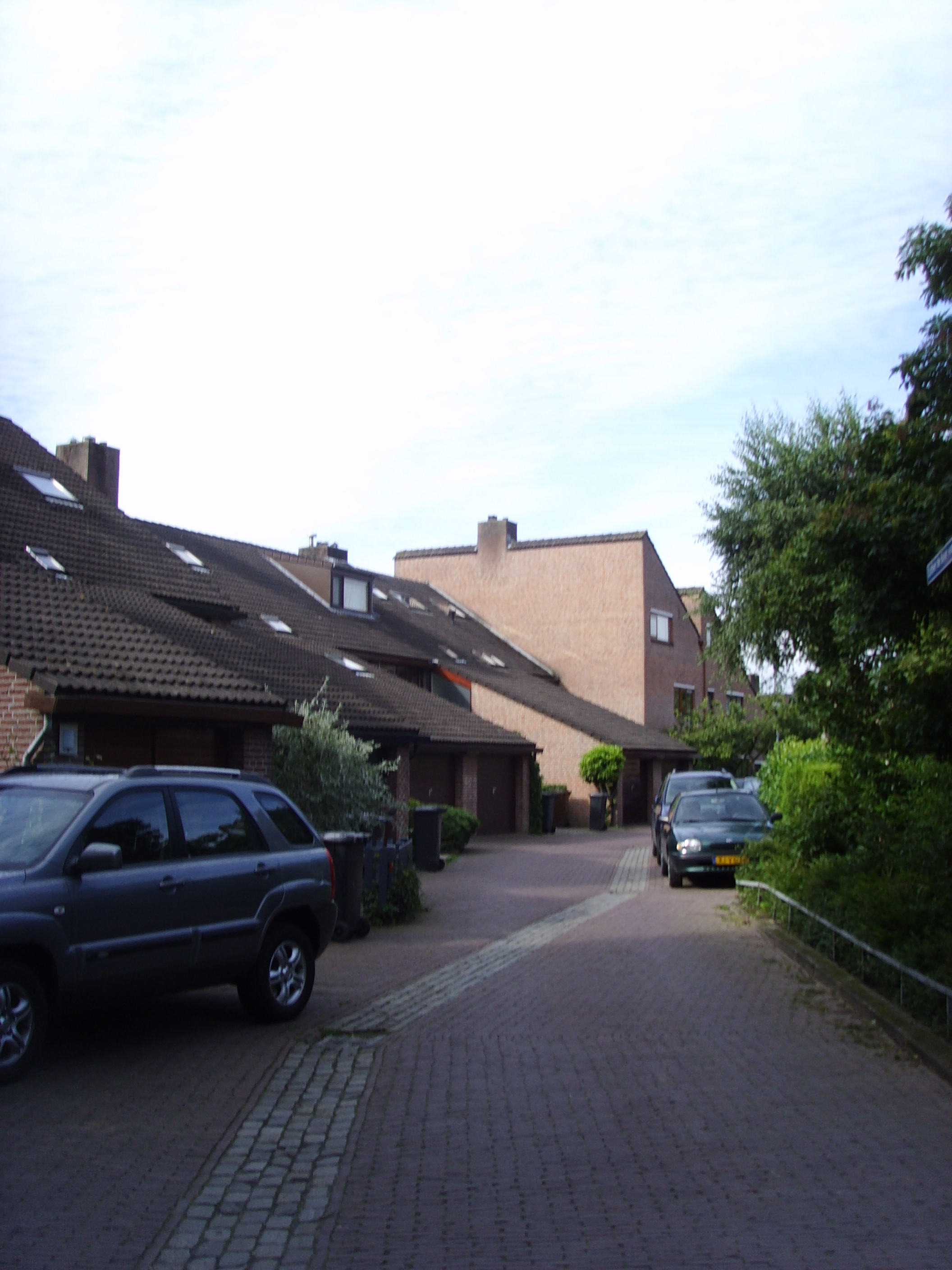
Спеціально розроблений woonerf у східному Утрехті

Вунерф (woonerf нід. вимова: [ˈʋoːnɛr(ə)f]) — це принципи житлової вулиці, які спочатку були реалізовані в Нідерландах і Фландрії (Бельгія). Методи включають спільний простір, зменшення трафіку та низькі обмеження швидкості.
Термін woonerf було прийнято безпосередньо деякими англомовними виданнями. У Сполученому Королівстві ці території називаються домашніми зонами.

## Етимологія
Слово woonerf голландського походження дослівно перекладається як житловий двір  або територія житлової забудови .

## Історія

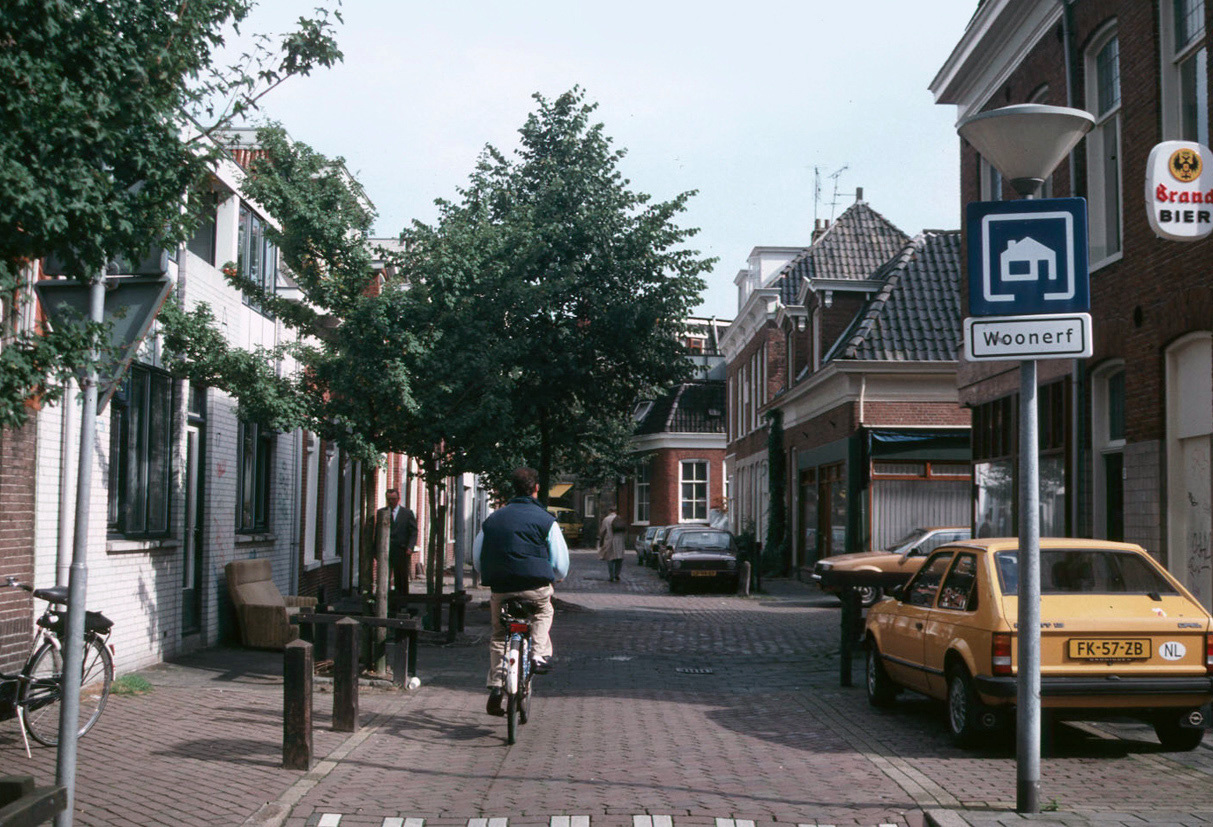
Стара голландська вулиця перетворилася на woonerf

З моменту винаходу автомобілів міста переважно будували для використання автомобілів.
Весь район Еммен у Нідерландах був розроблений як woonerf в 1970-х роках.
У 1999 році в Нідерландах було понад 6000 вунерфів (woonerven)  і сьогодні близько 2 мільйонів голландців живуть у вунерфах. Переваги woonerf рекламуються організацією woonERFgoed, мережа професіоналів і резидентів.
У 2006 році повідомлялося, що люди в Хессельтербрінку, околиці Еммена, були розчаровані тим, як woonerf принцип став ще одним методом організації дорожнього руху, який «передбачав набагато більше, ніж знаки та єдині стандарти». Тепер вони охоплюють принципи спільного простору як спосіб переосмислення woonerf. Зголошено, що «тепер знають, що водії автомобілів мають бути резидентами. Зоровий контакт і людська взаємодія є більш ефективними засобами досягнення та підтримки привабливих і безпечних зон, ніж знаки та правила» .

## Нормативи

### Бельгія

Дорожній знак, що вказує на початок woonerf (і більш загального erf)

Бельгійські правила дорожнього руху (ст. 2.32)  визначають woonerf і загальний erf, і їхній дорожній знак. woonerf має житлову спрямованість; erf може мати інші основні види використання, наприклад «ремесла, торгівля, туризм, освіта та відпочинок».
У ст. 22bis,  бельгійські правила дорожнього руху описують, що можна і що заборонено в (woon)erf:
У межах erven і woonerven:
1. Пішоходи можуть використовувати всю ширину дороги загального користування; і грати теж дозволено.
2. Водії не повинні створювати небезпеку для пішоходів або заважати їм; при необхідності вони повинні зупинитися. Крім того, вони повинні бути вдвічі обережнішими щодо дітей. Пішоходи не можуть без потреби перешкоджати руху.
3. Швидкість обмежена 20 км/год.
4. Паркування заборонено, за винятком місць, де є візуальні позначки, наприклад різні кольори поверхні, літера P або дорожні знаки, що дозволяють паркування.

### Нідерланди
Відповідно до статті 44 Нідерландського кодексу дорожнього руху, рух транспортних засобів у woonerf або «зона відпочинку» обмежена до темпа ходьби.

## Див.також
- Велоінфраструктура

## Зовнішні посилання
- Приклади: Woonerf на сторінках інформації про активну транспортну безпеку в Каліфорнії (UC Berkeley)
- Що таке Вунерф? (Canin Associates)